# Campionati statunitensi di sci alpino 2024
I Campionati statunitensi di sci alpino 2024 si sono svolti a Sun Valley dal 21 al 24 marzo; sono stati assegnati i titoli di supergigante, slalom gigante e slalom speciale, sia maschili sia femminili. 
Trattandosi di competizioni valide anche ai fini del punteggio FIS, vi hanno potuto partecipare anche sciatori di altre federazioni, senza che questo consentisse loro di concorrere al titolo nazionale statunitense. 

## Risultati

### Uomini

#### Supergigante
| Pos. | Atleta           | Nazione     | Tempo   |
| ---- | ---------------- | ----------- | ------- |
| 1    | River Radamus    | Stati Uniti | 1:15,24 |
| 2    | Kyle Negomir     | Stati Uniti | 1:15,38 |
| 3    | Isaiah Nelson    | Stati Uniti | 1:15,45 |
| 4    | Jay Poulter      | Stati Uniti | 1:15,83 |
| 5    | Raphaël Lessard  | Canada      | 1:16,13 |
| 6    | Jack Smith       | Stati Uniti | 1:16,83 |
| 7    | Tanner Graves    | Stati Uniti | 1:16,84 |
| 8    | Bridger Gile     | Stati Uniti | 1:17,00 |
| 9    | Luke Winters     | Stati Uniti | 1:17,08 |
| 10   | Cooper Cornelius | Stati Uniti | 1:17,13 |

Data: 21 marzo

#### Slalom gigante
| Pos. | Atleta             | Nazione     | Tempo   |
| ---- | ------------------ | ----------- | ------- |
| 1    | River Radamus      | Stati Uniti | 2:03,91 |
| 2    | Bridger Gile       | Stati Uniti | 2:04,58 |
| 3    | George Steffey     | Stati Uniti | 2:05,11 |
| 4    | Ryder Sarchett     | Stati Uniti | 2:05,17 |
| 5    | Patrick Kenney     | Stati Uniti | 2:05,54 |
| 6    | Isaiah Nelson      | Stati Uniti | 2:05,66 |
| 7    | Cooper Cornelius   | Stati Uniti | 2:05,87 |
| 8    | Justin Alkier      | Canada      | 2:06,41 |
| 9    | Sindre Mykelbust   | Norvegia    | 2:06,46 |
| 10   | Louis Gustav Fausa | Norvegia    | 2:06,72 |

Data: 22 marzo

#### Slalom speciale
| Pos. | Atleta           | Nazione     | Tempo   |
| ---- | ---------------- | ----------- | ------- |
| 1    | Luke Winters     | Stati Uniti | 1:46,22 |
| 2    | Matej Vidović    | Croazia     | 1:46,65 |
| 3    | Camden Palmquist | Stati Uniti | 1:47,32 |
| 4    | Isaiah Nelson    | Stati Uniti | 1:47,45 |
| 5    | Stanley Buzek    | Stati Uniti | 1:47,65 |
| 6    | Ryder Sarchett   | Stati Uniti | 1:47,79 |
| 7    | Filip Wahlqvist  | Norvegia    | 1:48,11 |
| 8    | Jay Poulter      | Stati Uniti | 1:48,18 |
| 9    | Bridger Gile     | Stati Uniti | 1:48,60 |
| 10   | Raphaël Lessard  | Canada      | 1:48,73 |

Data: 24 marzo

### Donne

#### Supergigante
| Pos. | Atleta            | Nazione     | Tempo   |
| ---- | ----------------- | ----------- | ------- |
| 1    | Elisabeth Bocock  | Stati Uniti | 1:06,62 |
| 2    | Allison Mollin    | Stati Uniti | 1:07,37 |
| 3    | Tatum Grosdidier  | Stati Uniti | 1:07,45 |
| 4    | Keely Cashman     | Stati Uniti | 1:07,83 |
| 5    | Patricia Mangan   | Stati Uniti | 1:08,07 |
| 6    | Mary Bocock       | Stati Uniti | 1:08,14 |
| 7    | Liv Moritz        | Stati Uniti | 1:08,70 |
| 8    | Annika Hunt       | Stati Uniti | 1:09,07 |
| 9    | Hannah Sæthereng  | Norvegia    | 1:09,09 |
| 10   | Viktoria Zaytseva | Stati Uniti | 1:09,21 |

Data: 21 marzo

#### Slalom gigante
| Pos. | Atleta             | Nazione     | Tempo   |
| ---- | ------------------ | ----------- | ------- |
| 1    | Paula Moltzan      | Stati Uniti | 2:10,34 |
| 2    | Elisabeth Bocock   | Stati Uniti | 2:10,39 |
| 3    | Madison Hoffman    | Australia   | 2:12,83 |
| 4    | Tatum Grosdidier   | Stati Uniti | 2:14,11 |
| 5    | Kaja Norbye        | Norvegia    | 2:14,14 |
| 6    | Mary Bocock        | Stati Uniti | 2:14,18 |
| 7    | Justine Lamontagne | Canada      | 2:14,20 |
| 8    | Patricia Mangan    | Stati Uniti | 2:14,89 |
| 9    | Keely Cashman      | Stati Uniti | 2:15,01 |
| 10   | Viktoria Zaytseva  | Stati Uniti | 2:15,35 |

Data: 23 marzo

#### Slalom speciale
| Pos. | Atleta             | Nazione     | Tempo   |
| ---- | ------------------ | ----------- | ------- |
| 1    | Lila Lapanja       | Stati Uniti | 1:46,07 |
| 1    | Madison Hoffman    | Australia   | 1:46,07 |
| 3    | Zoe Zimmermann     | Stati Uniti | 1:46,42 |
| 4    | Kaja Norbye        | Norvegia    | 1:46,57 |
| 5    | Elisabeth Bocock   | Stati Uniti | 1:46,70 |
| 6    | Allie Resnick      | Stati Uniti | 1:47,32 |
| 7    | Justine Lamontagne | Canada      | 1:48,12 |
| 8    | Elise Hitter       | Svizzera    | 1:48,71 |
| 9    | Mia Hunt           | Stati Uniti | 1:49,13 |
| 10   | Keely Cashman      | Stati Uniti | 1:49,45 |

Data: 24 marzo